# Леди Макбет Мценского уезда (фильм)
«Леди Макбет Мценского уезда» — советский художественный фильм 1989 года, снятый по мотивам одноимённой повести Н. С. Лескова.

## Сюжет
Катерина Измайлова — красавица-жена богатого купца, вышедшая замуж не по любви. Катерина, которая целыми днями мается от безделья, заводит себе молодого любовника Сергея. Вскоре их связь доходит до того, что они вынуждены убить мужа Катерины, который открыл измену, и это лишь первая ступень к их призрачному единению.

## В ролях
- Наталья Андрейченко — Катерина Измайлова
- Александр Абдулов — Сергей
- Николай Пастухов — Зиновий Борисович
- Татьяна Кравченко — Аксинья
- Олег Илюхин — Федя
- Елена Кольчугина — Сонетка
- Наталия Потапова — Фиона

## Съёмочная группа
- Авторы сценария: Роман Балаян, Павел Финн
- Режиссёр: Роман Балаян
- Оператор: Павел Лебешев
- Художники: Саид Меняльщиков, Александр Самулекин
- Композитор: Евсей Евсеев
- Звукооператор: Семён Литвинов

## Премии
- 1990 — номинация на премию «Ника» в категории «Лучшая актриса» (Наталья Андрейченко)